# Vieja breidohri
Vieja breidohri es una especie de peces de la familia Cichlidae en el orden de los Perciformes.

## Morfología
Los machos pueden llegar alcanzar los 16,8 cm de longitud total.

## Distribución geográfica
Se encuentra en  América Central: en la cuenca del río Grijalva.